# Mustafa Abdellaoue
Mustafa „Mos” Abdellaoue (Oslo, 1988. augusztus 1. –) norvég labdarúgó, az Aalesunds FK csatára. Bátyja, Mohammed Abdellaoue szintén labdarúgó.

## Pályafutása

### A válogatottban
2012. január 15-én mutatkozott be a norvég válogatottban a Dánia elleni 1-1-re végződő thaiföldi királykupa mérkőzésén.

## Sikerei,díjai

### Klubcsapatokkal
Skeid
- Norvég másodosztály 2. csoport: 2008

FC København
- Dán szuperliga: 2012–13
- Dán kupa: 2011–12

### Egyéni
- Norvég labdarúgó-bajnokság, első osztály: gólkirály: 2011
- Norvég kupa gólkirály: 2016, 2018